# هوجو گن‌آن
هوجو گن‌آن (به ژاپنی: 北条 幻庵 Hōjō Genan); ۱ ژانویهٔ ۱۴۹۳ – ۸ دسامبر ۱۵۸۹) سامورایی در دوره سنگوکو دومین پسر هوجو سوئون بود. او از تحصیلات بالایی برخوردار بود و به عنوان دیپلمات  خاندان هوجوی اخیر کار می‌کرد.